# گرگ‌ماهی‌های اصلی
گرگ‌ماهی‌های اصلی (نام علمی: Anarhichas) نام یک سرده از تیره گرگ‌ماهیان است.